# 田瑛
田瑛（1466年—？年），字玉汝，四川重慶府合州人，民籍，治《易經》，明朝政治人物。

## 生平
四川鄉試第二十七名舉人。弘治九年（1496年）中式丙辰科三甲第四名進士。

## 家族
曾祖田文進；祖父田舜，州判官；父田荊]]，耒陽縣丞。母郭氏。